# Флаг Нидерландских Антильских островов
Флаг Нидерла́ндских Анти́льских островов — самоуправляемой части Королевства Нидерландов, был утверждён в 1959 году и употреблялся только вместе с флагом Королевства Нидерландов. Утратил силу в 2010 году, когда Кюрасао и Синт-Мартен получили статус самоуправляемых государств в составе Королевства Нидерландов, а Бонайре, Саба и Синт-Эустатиус стали особыми общинами.

## Описание флага
Синяя полоса обозначает Карибское море, а белые звезды на ней — пять островов, входящих в состав страны. Верхние звёздочки — это Саба, Синт-Мартен и Синт-Эстатиус, нижние — Кюрасао и Бонайре. Красная полоса символизирует единство всех островов. Совпадение цветов флага с цветами флага Нидерландов призвано подчеркнуть связь страны с метрополией.
В 1959—1985 годах на флаге была и шестая звезда, обозначавшая Арубу.

Флаги губернатора
5 апреля 1966 года[1] — 1 января 1987 года
1 января 1987 года[2] — 10 октября 2010

## См. также

Флаги бывших островных территорий
Аруба
Бонайре
Кюрасао
Саба
Синт-Мартен
Синт-Эстатиус